# Lacrimae Christi
Lacrimae Christi (en latín, lágrimas de Cristo) es un tipo de vino propio de la denominación de origen Málaga de color caoba muy intenso que se elabora a base de mosto procedente de uvas sin presión mecánica y se envejece durante un periodo superior a dos años. Los vinos elaborados de la misma manera pero más jóvenes se denominan vino de lágrima.
Asimismo, también se comercializa con este nombre un vino de la región italiana de Campania, con denominación de origen Vesubio.